# Buccochromis rhoadesii
Buccochromis rhoadesii är en fiskart som först beskrevs av Boulenger, 1908.  Buccochromis rhoadesii ingår i släktet Buccochromis och familjen Cichlidae. IUCN kategoriserar arten globalt som livskraftig. Inga underarter finns listade.